# دتسم
دتسم (به آلمانی: Detzem) یک شهر در آلمان است که در تریر-زاربورگ واقع شده‌است. دتسم ۵۳۸ نفر جمعیت دارد.